# دريم شايلد
دريم شايلد هو فيلم درامي بريطاني عام 1985 كتبه دينيس بوتر وإخراج جافين ميلار وإنتاج ريك ماكالوم وكينيث ترود .  ومن بطولة كورال براون ، وإيان هولم ، وبيتر غالاغر ، ونيكولا كوبر ، وأميليا شانكلي ، وهي رواية خيالية لأليس ليدل ، الطفل الذي ألهم رواية لويس كارول لعام 1865 في مغامرات أليس في بلاد العجائب .

## روابط خارجية
- دريم شايلد على موقع IMDb (الإنجليزية)
- دريم شايلد على موقع ألو سيني (الفرنسية)
- دريم شايلد على موقع Turner Classic Movies (الإنجليزية)
- دريم شايلد على موقع أول موفي (الإنجليزية)
- دريم شايلد على موقع بوكس أوفيس موجو (الإنجليزية)
- دريم شايلد على موقع فيلمافينيتي (الإسبانية)
- دريم شايلد على موقع قاعدة بيانات الأفلام السويدية (السويدية)
- دريم شايلد على موقع قاعدة بيانات الفيلم (الإنجليزية)
- دريم شايلد على موقع ليتربوكسد (الإنجليزية)
- دريم شايلد على موقع كينوبويسك (الروسية)